# Bernburg
Bernburg je německé okresní město ležící uprostřed spolkové země Sasko-Anhaltsko asi 45 km jižně od Magdeburgu a 40 km severně od Halle, na břehu řeky Sály. Městu vévodí renesanční zámek, v němž je dnes muzeum. V okolí města jsou solné doly a cementárny.

## Pamětihodnosti
- Renesanční zámek, rozsáhlá stavba z polovina 16. století se zbytky středověkého hradu (Eulenspiegelova věž, polovina 12. století). V zámku je historické muzeum a muzeum minerálů z okolí. V zámeckém příkopě jsou chováni medvědi.
- Novorenesanční radnice na místě starší stavby ze 17. století
- Gotický kostel Panny Marie ze 13. století se zajímavou plastickou výzdobou
- Gotický halový kostel sv. Mikuláše
- Románský kostel sv. Štěpána ze 12. století ve čtvrti Waldau

## Osobnosti
- Sibyla Anhaltská (1564–1614), princezna anhaltská, vévodkyně württemberská.
- Kristián I. Anhaltsko-Bernburský (1568–1630), kníže anhaltský
- Wilhelm Heinrich Sebastian Bucholz (1734–1798), farmaceut a chemik
- Ferdinand Reich (1799–1882), chemik a fyzik

## Partnerská města
- Anderson, Indiana (USA)
- Chomutov (Česko)
- Fourmies (Francie)
- Rheine (Nordrhein-Westfalen)
- Tarnowskie Góry (Polsko)
- Trakai (Litva)